# Jicamaltepec de la Montaña
Jicamaltepec de la Montaña är en ort i Mexiko.   Den ligger i kommunen San Luis Acatlán och delstaten Guerrero, i den sydöstra delen av landet, 280 km söder om huvudstaden Mexico City. Jicamaltepec de la Montaña ligger 1 068 meter över havet och antalet invånare är 369.
Terrängen runt Jicamaltepec de la Montaña är kuperad. Runt Jicamaltepec de la Montaña är det ganska glesbefolkat, med 43 invånare per kvadratkilometer. Närmaste större samhälle är Iliatenco, 14,0 km nordväst om Jicamaltepec de la Montaña. I omgivningarna runt Jicamaltepec de la Montaña växer huvudsakligen savannskog.